# Luiza Lobo
Luiza Lobo (Rio de Janeiro, 17 de janeiro de 1948) é uma contista, poeta, ensaísta, tradutora, editora e professora brasileira. Luiza Leite Bruno Lobo é filha da professora Eulalia Maria Lahmeyer Lobo e do professor Bruno Alipio Lobo.
Luiza Lobo foi professora de graduação e de pós-graduação de teoria literária e literatura comparada do Departamento de Ciência da Literatura da Faculdade de Letras da Universidade Federal do Rio de Janeiro e de Teoria Literária da Universidade do Estado do Rio de Janeiro. Foi professora titular em Poitiers, entre outros cargos e cursos no exterior.
Exerceu também atividade editorial, além de ser membro de várias associações culturais. É membro-fundador da Associação Brasileira de Tradutores (ABRATES), hoje SINTRA (Sindicato de Tradutores), do qual é sócia, é sócia do Pen Clube do Brasil (desde 1983), membro da Academia Brasileira de Filologia (cadeira 22, desde 2010), sócia da União Brasileira de Escritores do Rio de Janeiro (UBE, desde 2019) e membro da Academia de Letras do Brasil (cadeira 29, desde 2023). É sócia-correspondente da Academia Maranhense de Letras, da Academia Ludovicense de Letras e do Instituto Histórico do Maranhão. É cidadã honorária de São Luís do Maranhão e da cidade de Guimarães, no Maranhão.
Seu livro Terras proibidas: a saga do café no Vale do Paraíba do Sul (1a ed. Rocco, 2011) ganhou o prêmio de narrativa do Pen Clube do Brasil. Seu conto "Minha avó Esmeralda" ganhou o prêmio Unifor de 2023, publicado na antologia (2024, p. 73-76). Seu ensaio "Ambas as mãos sobre o corpo, de Maria Teresa Horta" ganhou o prêmio de ensaio Augusto Magne, da PUC/RJ (1974). O conjunto da obra foi premiado pela UBE-RJ (08-11-2017). Apresentou seus contos na Literaturhaus de Salzburg, com tradução de Gerhild Reisner.
Foi professora e conferencista em universidades do Brasil e do exterior, publicou 200 ensaios, no Brasil e no exterior, cerca de cem resenhas e organizou dezenas de livros e revistas científicas, no Brasil e no exterior. Sua última edição foi O Guesa, de Sousândrade, 2a ed atualizada, nova introdução e notas revistas (Curitiba, Anticítera, 2023, 660 p.; a 1a ed. atualizada era da Relume-Dumára, 2012).

## Livros e monografias
- Por trás dos muros/ Arte-fábulas, Rio de Janeiro, Brasília, 1976. 78 p.
- Tradição e ruptura: O Guesa de Sousândrade, São Luís, SIOGE, 1979. 101 p.
- Voo livre, Rio de Janeiro, Cátedra/INL, 1982. 126 p.
- Épica e modernidade em Sousândrade, São Paulo, EDUSP; Rio de Janeiro, Presença, 1986. 201 p.
- Teorias poéticas do Romantismo, Introdução, organização, tradução. Porto Alegre, Mercado Aberto; Rio de Janeiro, UFRJ, 1987. 278 p.
- A maçã mordida. Contos. Rio de Janeiro, Numen, 1992. 158 p.
- Crítica sem juízo. Ensaios. Rio de Janeiro, Francisco Alves, 1993. 259 p.
- O haikai e a crise da metafísica. Rio de Janeiro, Numen, 1993. 78 p.
- 50 poemas de Robert Burns. Tradução, introdução e notas. Rio de Janeiro, Relume-Dumará, 1994. 335 p.
- Literatura Comparada I. Introdução, organização, tradução, exercícios e notas. Rio de Janeiro, Coan, 1996. 127 p.
- Literatura Comparada II. Introdução, organização, tradução, exercícios e notas Rio de Janeiro, Coan, 1996. 95 p.
- Sexameron. Novelas sobre casamentos. Rio de Janeiro, Relume-Dumará, 1997. 113 p.
- Sexameron. Noveli sui matrimoni. Roma, Aracne, 2016.
- Segredos públicos: os blogs de mulheres no Brasil. Rio de Janeiro, Rocco, 2007. 148 p.
- Cânone e renovação na literatura: ensaios publicados no Brasil e no exterior.  Ensaios. Prefácio de Luiz Costa LIma. Amazon-Kindle, 2018. Ed. do Autor. 350 p.
- Estranha aparição. Rio de Janeiro, Rocco, 2000.
- Aparición extraña. Trad. y notas de Victor Lemus. Kindle-Amazon, 2018.
- Nunca brinquei de boneca. Diário de Eliza. Inantojuvenil. Ilustrado. Rio de Janeiro, Batel, 2021. 112 p. il.
- Terras proibidas: a saga do café no Vale do Paraíba do Sul, Rio de Janeiro, Rocco, 2011. 494 páginas. 2a ed, rev. Rio de Janeiro, Batel, 2022. 496 p.
- Fábrica de mentiras: do Vale do Café ao Arco do Triunfo. Rio de Janeiro, 7Letras, 2022. 528 p. 2a ed. Rio de Janeiro, Batel, 2024.
- Uma outra dimensão. Seleta de contos. Rio de Janeiro, Almedina, 2024.
- Contos incluídos in: Mosaik aus dem Innersten. Neue Erzählprosa lateinamerikanischer Autorinnen. Reisner, Gerhild; Prantner, Elisabeth, Orgs. Wien, Munster, Lit, 2007. (Lateinamerikanistik Band 6).

## Contos
- De como me transformei em repasto de morcegos malvados, revista Tintim, Rio de Janeiro, Editora Bruguera, 1968, 4, p. 2.
- Triste fim de urubu, revista Tintim, Rio de Janeiro, Bruguera, 1968, 8, p. 2.
- O casal sem cabeça, revista Tintim, Rio de Janeiro, Bruguera, 1968, 12, p. 2.
- De como me transformei em repasto de morcegos malvados (texto integral), in Antologia de contistas novos, Rio de Janeiro, INL / MEC 1971 (Coleção Novíssimos), 2 v, v. 1, p. 23-35.
- O truta trauteador, revista José - Literatura, crítica e arte, Rio de Janeiro, Fontana, agosto 1976, 2, p. 10-11.
- O Mestre Radin e seu falso cadafalso, revista Ficção - Histórias para o prazer da leitura, Rio de Janeiro, Nova Perspectiva, setembro 1976, 9, p. 42-5.
- As hamadríadas e a quíntupla coluna de Dédalo, revista José, Rio de Janeiro, Fontana, novembro / dezembro 1976, 5 / 6, p. 38-40.
- O apito, revista José, Rio de Janeiro, Fontana, dezembro 1977, 9, p. 49-51.
- Um dia de cão, revista Jornal de Ipanema, Rio de Janeiro, 29 fevereiro - 13 março 1980, Ano 15, 304, p. 22.
- Aqualungue escafandro, in Revista Brasileira de Língua e Literatura, Rio de Janeiro, ano 2, 4, 2º trimestre 1980, p. 40-41.
- Caipora, Jornal Psi, Rio de Janeiro, Ano 1, 4 [1981], p. 23.
- Estranha aparição, revista Ficções. Rio de Janeiro, Sette Letras, Ano II, n. 3. 1º semestre 1999. P. 22-33.
- La guerra de los orichas, revista Revolución y Cultura, n. 4, julio-agosto 2000, p. 40-44.

## Poemas
- Gravatá verde, Mar-elo ge-mente, Carro amarelo gema e Voragens, in Ex-Poesia I, Mestrado PUC / RJ, 1974. mimeo).
- Devassa(do) poeta, in Colóquio-Letras, Lisboa, Fundação Calouste Gulbenkian, janeiro 1976, 29, p. 76-79.
- Certão e Desertão, in Tribuna da Imprensa, Suplemento Literário, 27-8 novembro 1976, p. 5.
- Canções do exílio, in Colóquio-Letras, Lisboa, Fundação Calouste Gulbenkian, março-abril 1979, 48, p. 54-5.
- Poemas, in Folhetim, São Paulo, 10 junho 1984, 386, p. 2.
- "Multimpressão", in Antologia da nova poesia brasileira, org. Olga Savary, São Paulo, Hipocampo; Rio de Janeiro, FUNARTE, 1992. 334 p. p. 176.

## Traduções
- Rex Dolphin, Quanto custa um cadáver. Rio de Janeiro, Bruguera, s. d.
- Úrsula K. Legun, Viagem no tempo. Rio de Janeiro, Bruguera, s. d.
- Daniel F. Galouye, Os invasores andam entre nós. Rio de Janeiro, Bruguera, s.d.
- Virginia Woolf, O Farol. Rio de Janeiro, Record, 1968.
- James Hogg, Memórias e confissões íntimas de um pecador justificado. Rio de Janeiro, Bruguera, 1969.
- Edgar Allan Poe, Contos de horror. Rio de Janeiro, Bruguera, 1970.
- Jane Austen, Persuasão. 1a ed., Rio de Janeiro, Bruguera, 1971.
- Arthur C. Clarke, Brian Aldiss, Isaac Asimov, Frederic Brown, Arte futura. Rio de Janeiro, Bruguera, 1971.
- William Golding, O deus escorpião. Rio de Janeiro, Nova Fronteira, [1974].
- Maria Stela V. Fonseca e Moema F. Neves, org., Sociolinguística. William Labov, Estágios na aquisição do inglês standard. Paul L. Garvin e Madeleine Mathiot, A urbanização da língua guarani - um problema de língua e cultura. Rio de Janeiro, Eldorado Tijuca, 1974.
- Iuri Tynianov, O ritmo como fator construtivo do verso; Mikhail Bakhtin, A tipologia do discurso na prosa; Allen Tate, A tensão em poesia; W. K. Wimmsatt, Jr., e M. C. Beardsley, A falácia intencional; Alfred Schütz, Dom Quixote e o problema da realidade. In: Luiz Costa Lima, org., Teoria da literatura em suas fontes: estilística, formalismo russo, new criticism, estruturalismo, análise sociológica. 1a ed. Rio de Janeiro, Livraria Francisco Alves, 1975. p. 200-208, 209-223, 271-281, 282-292.
- Tradutora de verbetes da Editora Delta-Larousse por períodos descontínuos - 1972 - 1979.
- Por nada e LMFBR, de Gary Snyder, in Nova poesia norte-americana. Quingumbo, Antologia, São Paulo, Escrita, 1980.
- Abraham Moles, Teoria dos objetos. Rio de Janeiro, Tempo Brasileiro, 1980.
- Virginia Woolf, Passeio ao farol. 2a ed. Rio de Janeiro, Nova Fronteira, 1982. (Com prefácio).
- Iuri Tynianov, O ritmo como fator construtivo do verso, Allen Tate, Tensão em poesia, W. K. Wimsatt, Jr. e M. C. Beardsley, Jr., A falácia intencional, Mikhail Bakhtin, A tipologia do discurso na prosa. In: Luiz Costa Lima, Teoria da literatura em suas fontes, 2a ed. Rio de Janeiro, Francisco Alves, 1983, 2 v. v. 1, p. 449-61, 462-84; v. 2, p. 70-85, 86-102, 191-213.
- Byron, Céu e Inferno. Com prefácio. Rio de Janeiro, Secretaria Municipal do Rio de Janeiro, Fundação Rio, 1984.
- Virginia Woolf, Passeio ao farol. 3a ed. Rio de Janeiro, Rio Gráfica, 1987.
- Filmes didáticos - Enciclopédia Britannica, fevereiro-março 1987.
- Virginia Woolf, O Farol. 4a ed. Introdução de Luiza Lobo. Rio de Janeiro, Tecnoprint, 1993.
- Katherine Mansfield, A festa ao ar livre. Introdução de Luiza Lobo. Rio de Janeiro, Tecnoprint, 1993.
- Anthony Burgess, Qualquer ferro velho. Rio de Janeiro, Rocco, 1994.
- Robert Burns, 50 poemas, em edição bilingüe, com introdução, tradução e notas. Rio de Janeiro, Relume-Dumará, 1994. (Ver itens 7.1.9. e 7.2.69.). 2a ed. monolingue. Idem. Cascais, The Cascais Robert Burns Club, 25 jan. 2023. 188 p.
- Jane Austen, Persuasão, 2a ed., com introducão, Rio de Janeiro, Francisco Alves, 1996. 306 p.
- Ian McEwan, O jardim de cimento. Rio de Janeiro, Rocco, 1996. 132 p.